# Lisa Foiles
Lisa Renee Foiles Cloninger (Portland, Oregón; 29 de septiembre de 1986) es una actriz y presentadora, periodista de videojuegos, modelo, y autora estadounidense, que saltó a la fama como miembro del elenco de la serie All That de Nickelodeon.

## Carrera
Foiles fue uno de los nuevos miembros del elenco presentado como parte de la reposición de All That en 2002 , una alternativa producida por Nickelodeon a Saturday Night Live. Apareció en el programa durante cuatro temporadas, hasta su eventual cancelación en 2005. Durante este período, hizo varias apariciones en numerosas otras series de televisión, más notablemente Even Stevens. También actuó como invitada en "If Boys Were Girls", un episodio de la cuarta temporada de Malcolm in the Middle, donde interpretó a Mallory, una versión femenina del personaje principal. Posteriormente, Foiles se tomó un descanso de la actuación para completar "cursos universitarios de escritura", con un enfoque en diseño gráfico y videojuegos.
En 2009, Foiles comenzó a escribir artículos en el sitio web de juegos Kotaku. Más tarde le dio crédito a su amor por los videojuegos con "absolutamente cambiar mi vida", y dijo que muchos de los roles de actuación que recibió posteriormente fueron el resultado directo de su participación en la industria del juego. Regresó a la actuación en 2010, interpretando a 'Trina' en un episodio de la serie de televisión estadounidense Leverage. Ese mismo año, comenzó una carrera en el periodismo de videojuegos, apareciendo varias veces en The Angry Joe Show. También fue la productora y diseñadora gráfica de varios libros publicados por Hungry Girl, dos de los cuales entraron en la lista de Best Seller del New York Times. Durante este tiempo, también comenzó a trabajar con la compañía de videojuegos independiente Soma Games como escritora de sus nuevos juegos. En 2011, apareció en la miniserie de 6 episodios de Disney Digital Network The Street Fighter, y en la película Your Friends Close, con el tema del juego, que finalmente se estrenó en 2013. Ella proporcionó una voz en el Xbox Live Arcade juego Sra. Splosion Man (2011).
Al año siguiente, Foiles apareció en el episodio "Tall Tails" de Adventures of the League of STEAM, así como en un episodio de SMBC Theatre, y en el sketch de Cracked.com "If Movie Hackers Were More Like IT Guys". Ella actuó en el episodio piloto de AJ Locascio 's Spike TV serie Ayer Esta noche, un espectáculo basado en la cultura popular de los años 1980 y 90, y apareció como la Princesa Zelda en la estación de juego 's acción en vivo adaptación de The Legend of Zelda, en el episodio "Un puñado de rupias". Foiles también fue un modelo en el calendario "Girls of Geek", cuyas ganancias fueron donadas a la Breast Cancer Research Foundation. Presentó la función Top 5 de la revista The Escapist con Lisa Foiles, que se publicó a través de MSN TV desde 2012 hasta el cierre de la editorial en 2014, A partir de 2013, fue coanfitriona de un podcast titulado "4RunnersUp", que actuó como una pieza complementaria al Top 5. El podcast tuvo una duración de 18 episodios. Ella apareció en IGN.Video parodia de 2013 de " Thrift Shop " de Macklemore, y expresó un personaje en el videojuego de 2013 LocoCycle.
Su carrera como presentadora comenzó en 2014, como parte del equipo editorial de la cobertura de GameSpot de Electronic Entertainment Expo 2014, lo que la llevó a convertirse en la presentadora de una función regular en el sitio web de GameSpot, Analog. Ella comenzó a recibir el Ultimate Fighting Championship serie web UFC minuto en el verano de 2014. Ella es la voz de Jocelyn el interno 'en ScrewAttack 's El Escritorio de la Muerte Batalla serie web, que se estrenó en 2015. En 2016, Foiles se reunió con ella All Thatcolegas para el relanzamiento del bloque de programación de Nickelodeon, The Splat. Ha hecho apariciones frecuentes en LA Comic Con , anteriormente conocida como Stan Lee's Comikaze Expo . [28] La versión 2015 del evento vio una extensa reunión del elenco de All That. Interpretó a Lara Croft en un video musical de acción en vivo para la canción del 2018 del músico irlandés Gavin Dunne "Edge of the World". Foiles también creó el sitio web de videojuegos Load Save Point, que consta de reseñas de juegos, artículos y videos en los que aparece ella misma. En 2020, Foiles también se convirtió en el autor de la novela para adultos jóvenes Ash Ridley and the Phoenix.

## Vida personal
Foiles está casada con Shawn Cloninger, un productor, y actualmente reside en Las Vegas, Nevada. Dio a luz a su primer hijo, una hija en septiembre de 2016, y un hijo en noviembre de 2018.

## Filmografía
| Año       | Película                       | Personaje                 | Tipo                             |
| --------- | ------------------------------ | ------------------------- | -------------------------------- |
| 2001      | Even Stevens                   | Carla                     | 2 episodios                      |
| 2002      | The Master of Disguise         | Lisa (escenas eliminadas) |                                  |
| 2002–2005 | All That                       | Artista regular           | 33 episodios                     |
| 2003      | Malcolm in the Middle          | Mallory                   | Episodio: "If Boys Were Girls"   |
| 2005      | Todo eso y más 10º aniversario | Varios personajes         |                                  |
| 2010      | Leverage                       | Trina                     | Episodio: "The Double Blind Job" |
| 2011      | Ms. Splosion Man               | Tutorial Voice            | Voz de Videojuego                |
| 2011      | The Street Fighter             | Camille                   |                                  |
| 2012      | Shiver                         | Jennifer                  | Directo a DVD                    |
| 2012      | The League of S.T.E.A.M.       | Shelley the Mermaid       | Episodio: "Tall Tails"           |
| 2013      | Your Friends Close             | Aileen                    |                                  |
| 2013      | LocoCycle                      | I.R.I.S.                  | Videojuego                       |
| 2015      | Muzzled                        | Princess                  | Serie de TV (anunciada)          |
| 2016      | Game Shakers                   | Maestra                   | Episodio: "El dedo muy viejo"    |
| 2019      | Wonder Park                    | Voces adicionales         |                                  |

## Web
| Año           | Película             | Personaje          |  |
| ------------- | -------------------- | ------------------ |  |
| 2013-presente | Desk of Death Battle | Jocelyn the Intern |  |